# Food Standards Agency
La Food Standards Agency (FSA) o Agencia de Normas Alimentarias del Reino Unido agencia independiente del gobierno del Reino Unido creada en 2000 y responsable de la protección de la salud pública relacionada con los alimentos. Está dirigida por un directorio orientado a actuar en pro de la protección del bienestar común. Su oficina principal está situada en Londres, con oficinas regionales en Escocia, Gales e Irlanda del Norte.
La creación de la agencia tiene sus orígenes en un estudio sobre el aumento de muertes debidas a enfermedades producidas por alimentos. Se estimó que la responsabilidad excedía la capacidad del Ministerio de Agricultura, pesca y alimentos del Reino Unido, ya responsable de la agricultura, la industria de procesamiento de alimentos y la seguridad de los mismos.
Fue autorizada para informar públicamente sobre las indicaciones que eran enviadas a los distintos ministerios, así como efectuar la toma de decisiones en consejos abiertos al público. Desde 2003 estos consejos se han transmitido en la red internet, lo que permite a una amplia audiencia de consumidores seguir el desarrollo de toma de decisiones y participar con preguntas y opiniones al término de las reuniones.
Entre los casos más notorios está el descubrimiento del colorante Sudán I en la popular salsa worcestershire, que causó la retirada de 400 productos alimenticios del mercado, que usaban la salsa como potenciador del sabor. Este colorante está considerado como cancerígeno.
En junio de 2002, y posteriormente en 2006, lanzó una campaña de publicidad por televisión, orientada a llamar la atención del peligro de intoxicación alimenticia provocada por las parrilladas , demostrando que algunas salchichas ya asadas y elegidas al azar, al abrirlas mostraban estar crudas aún.
También en 2006 denunció la presencia de benceno en numerosas y distintas bebidas no alcohólicas, que superaban las indicaciones de la Organización Mundial de la Salud. La agencia solicitó la retirada de estos productos del mercado.
Contraria a la publicidad de productos con alto contenido de azúcar, sal y grasas dirigida a un público infantil, logró en 2007 que la Oficina de Comunicaciones (OFCOM), encargada de regular la publicidad en el Reino Unido, restringiera dicha publicidad.